# Albreda
Albreda (Schreibvariante: Albadarr und in der Sprache Wolof Daraga) ist eine Ortschaft mit historischer Bedeutung im westafrikanischen Staat Gambia.
Nach einer Berechnung für das Jahr 2013 leben dort etwa 1726 Einwohner, das Ergebnis der letzten veröffentlichten Volkszählung von 1993 betrug 1382.

## Geographie
Der Ort liegt am nördlichen Ufer des Gambia-Flusses in der North Bank Region, Distrikt Upper Niumi, ungefähr fünf Kilometer von Kunta Kinteh Island mit dem Fort James und ungefähr einen Kilometer von Juffure entfernt.

## Geschichte
Albreda wurde zwischen 1520 und 1681 von einem Marabout namens Musa Gaye aus dem Volk der Wolof gegründet.
Die Franzosen pachteten von dem lokalen Herrscher Niumi Mansa ab dem Jahr 1681 ein kleines Stückchen Land, westlich des Dorfes Juffure. Es wurde daraus eine französische Exklave am nördlichen Ufer des Gambia-Flusses, mit der Erlaubnis, dort eine Handelsstation zu eröffnen. Die ansässige Bevölkerung in Albreda und Juffure nahm den Handel mit den Europäern an und machte sich davon abhängig. Gehandelt wurde mit den Franzosen (Sénégal Compagnie) oder mit den Briten (Royal African Company), je nachdem, wo das bessere Geschäft abzuschließen war. Das Britische Weltreich war seit dem Jahr 1661 in Besitz von James Island mit dem Fort James.
In den folgenden 176 Jahren gab es zwischen den drei Parteien recht häufig Konflikte, die Briten beanspruchten das Monopol über den Handel am Gambia-Fluss. Mit dem Vertrag von Versailles (1783) gab Großbritannien Niederlassungen im heutigen Senegal ab, im Gegenzug verpflichtete sich Frankreich, den Status am Gambia-Fluss zu akzeptieren. Albreda wurde in den folgenden Jahren aber weiterhin von den Franzosen als Sklavenfort benutzt.
Großbritannien hatte 1807 den Sklavenhandel verboten, erwarb im Jahr 1816 die Insel St. Mary’s Island und errichtete dort die Siedlung Bathurst (heute Banjul). Mit den Festungen kontrollierte es den Gambia-Fluss und machte nun Jagd auf fremde Sklavenschiffe.
Die Exklave Albreda wurde im Jahr 1857 vom französischen Kolonialreich an Großbritannien abgetreten. Fort Albreda wird teils als 'Handelsniederlassung', teils als ein 'Sklavenfort' beschrieben. Es war aber kleiner als das britische Gegenstück Fort James, das einem ähnlichen Zweck für die Briten diente.

## Weltkulturerbe
Mit Kunta Kinteh Island und zugehörige Stätten wurden gleich sieben Objekte zusammengefasst und seit 2003 als UNESCO-Weltkulturerbe eingestuft. In Albreda liegen zwei Objekte, von denen aber nur Ruinen vorhanden sind. Es ist das Compagnie Française d’Afrique Occidentale Building (13° 19′ 59,5″ N, 16° 23′ 5,9″ W) und die Überreste der Portugiesischen Kapelle.
In Huffure wurde 1996 ein kleines Museum im Gebäude von Maurel Frères, in dem die Zeit der Sklaverei dargestellt wird, eingerichtet.

## Söhne und Töchter des Orts
- Fabakary Jatta (* 1952), Politiker